# Szagos galambgomba
A szagos galambgomba (Russula grata) az Agaricomycetes osztályának galambgomba-alkatúak (Russulales) rendjébe, ezen belül a galambgombafélék (Russulaceae) családjába tartozó, Eurázsiában és Észak-Amerikában honos, lombos és tűlevelű erdőkben élő, nem ehető gombafaj.

## Elterjedése és termőhelye
Eurázsiában és Észak-Amerikában honos. Magyarországon helyenként gyakori.
Főleg lombos erdőkben, ritkábban fenyvesekben él. Júliustól szeptemberig terem. 

## Megjelenése
A szagos galambgomba kalapja 4-10 (12) cm széles, fiatalon gömbölyded alakú, majd domborúan, idősen laposan (néha közepén bemélyedően) kiterül. Széle bordás. Felszíne síkos. Színe mézbarna, barnásokker, széle felé világosabb, néha rozsdafoltos.
Húsa kemény, színe fehér. Íze csípős, szaga erős, mandulára emlékeztet. , a tönkbázisban rozsdafoltos, kemény, csípős ízű, erősen mandulaszagú.
Közepesen sűrű, törékeny lemezei tönkhöz nőttek, féllemezei nincsenek. Színük fehéres krémszínű, barnán foltosodnak.
Tönkje 5-9 cm magas és max. 2,5 cm vastag. Alakja robusztus, hengeres, belül üregesedik. Színe fehér, felszíne hosszában ráncolt.
Spórapora krémszínű. Spórája gömbölyded, felszíne tüskés-tarajos, mérete 7-9 x 7-7,5 µm. 

### Hasonló fajok
A büdös galambgomba vagy a piszkos galambgomba hasonlíthat hozzá.  

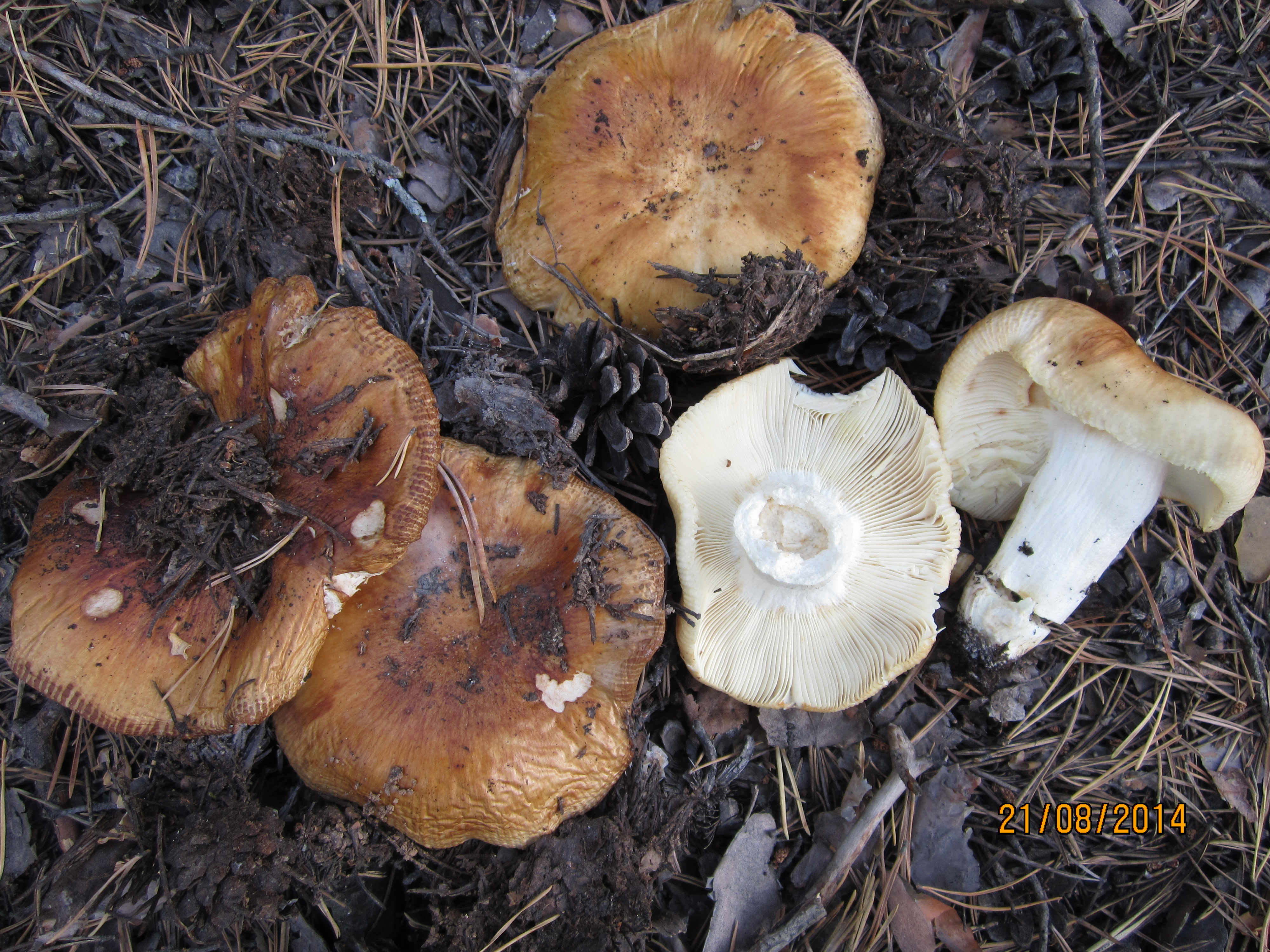
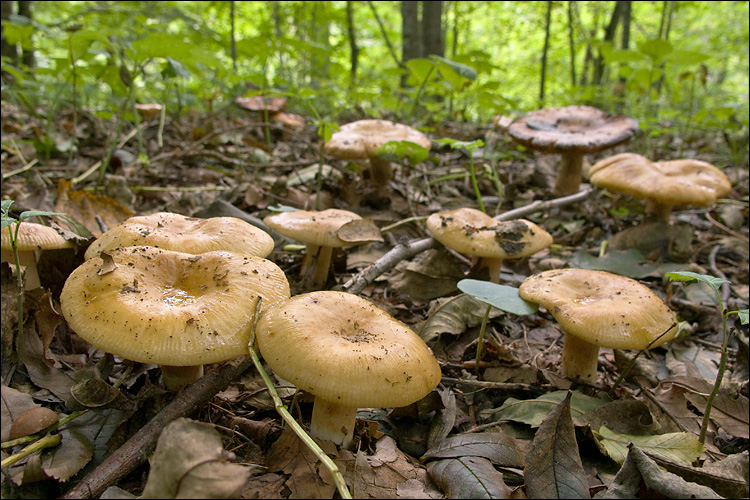
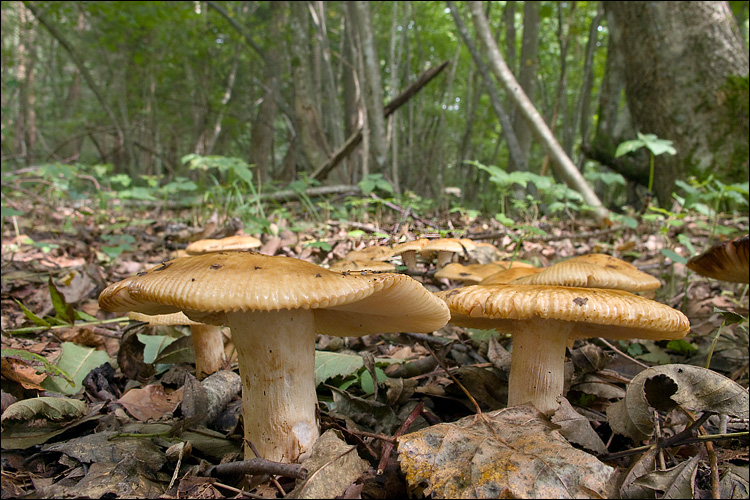
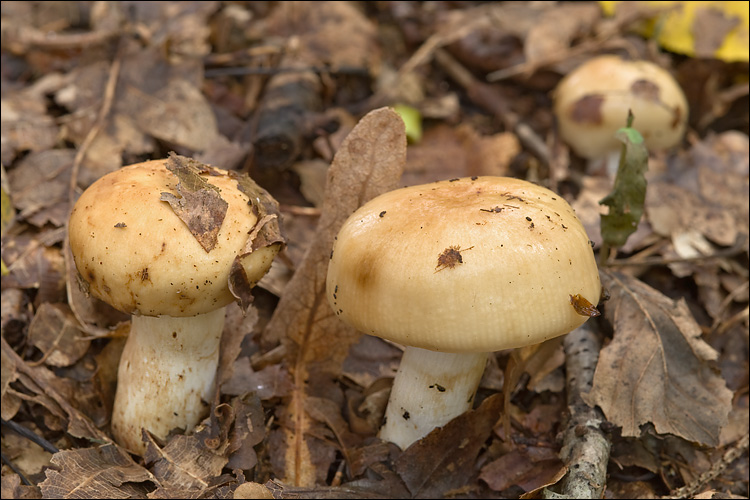
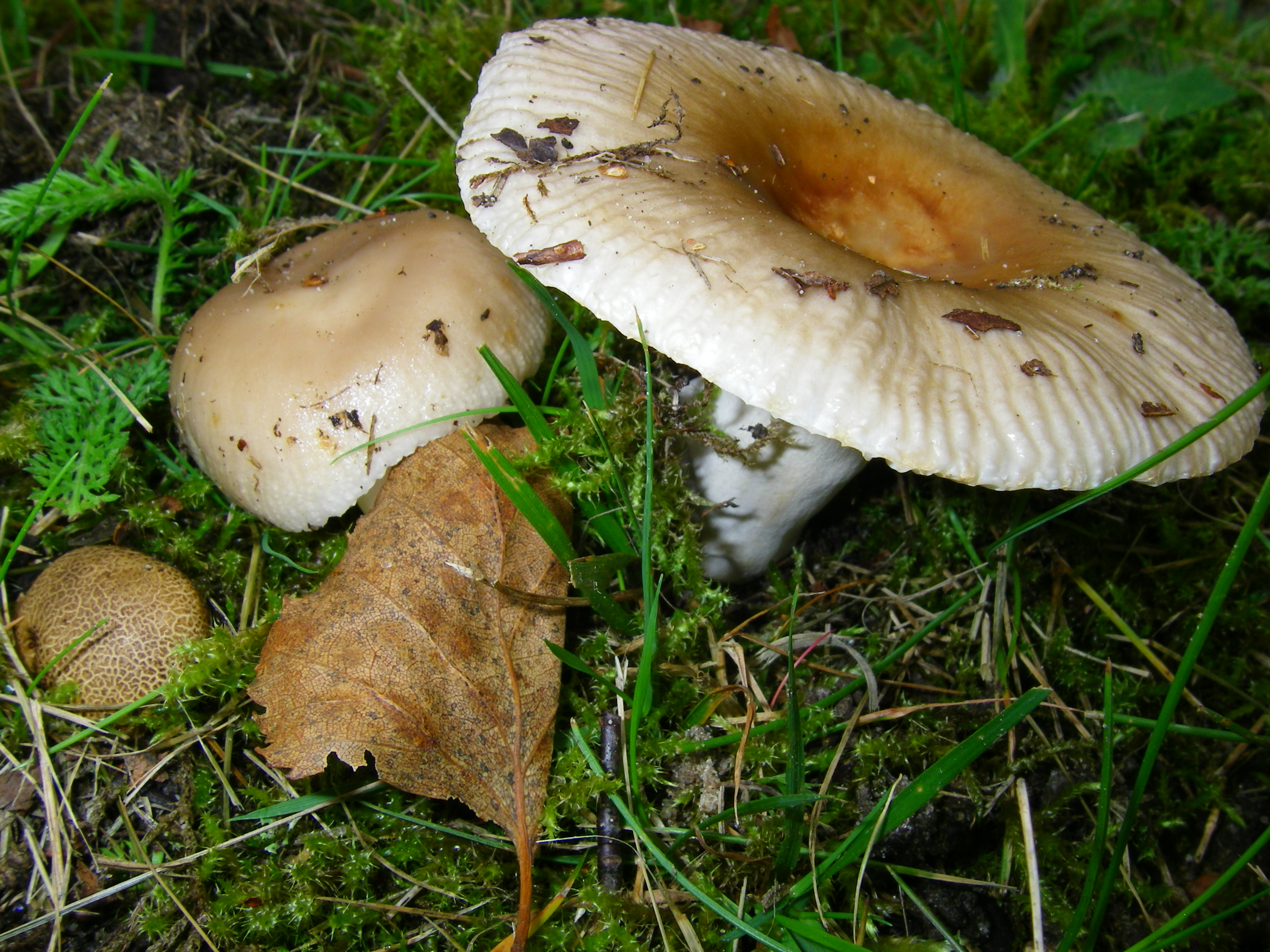

Nem ehető. 